# Pagondes (beotarca)
Pagondes (en llatí Pagondas, en grec antic Παγώνδας) fill d'Eolades, fou un militar i polític nadiu de Tebes que va viure al segle v aC.
Va ser beotarca l'any 424 aC quan es va produir l'expedició d'Atenes a Dèlion. Després de fortificar Dèlion els atenencs van rebre ordes de retornar, i així ho van fer les tropes de la infanteria lleugera, però la infanteria pesant es va aturar als afores de la ciutat esperant al general Hipòcrates. Mentre els tebans es van reunir a Tanagra. La majoria dels generals beocis no volien atacar però Pagondes va veure la possibilitat i, com un dels dos generals en cap dels beocis, va arengar les tropes, en un discurs que ha preservat Tucídides, i les va convèncer i va dirigir l'atac quan el dia estava ja molt avançat. Va dirigir el cos principal de les seves tropes a tota velocitat per trobar-se amb els atenesos, enviant-ne un grup a controlar la cavalleria que Hipòcrates havia estacionat a Dèlion. Va arribar a un lloc on només el separaven de la força enemiga una sèrie de turons i va posar les seves tropes en línia de batalla. Quan les seves tropes s'aturaven a respirar, Pagondes els arengava de nou. La formació dels tebans tenia una profunditat de vint-i-cinc hoplites, quan habitualment era de vuit, per tenir així més força per empènyer l'enemic. Uns esquadrons de cavalleria que Pagondes havia enviat per la part posterior dels turons van sorprendre els atenesos, i l'exèrcit es va desbandar. Disset dies després de la batalla la ciutat de Dèlion es va rendir als tebans.